# Cillian Murphy
Cillian Murphy (Cork, 25 de maio de 1976) é um ator e músico irlandês de teatro, cinema e televisão. Tendo iniciado sua carreira artística como vocalista, pianista e compositor de uma banda de rock, Murphy recusou um contrato com uma gravadora no final dos anos 1990 e começou a atuar no palco, em curtas-metragens e filmes independentes. Seus primeiros papéis notáveis no cinema incluem Darren no drama Disco Pigs (2001), Jim no terror pós-apocalíptico 28 Days Later (2002), John na comédia de humor negro Intermission (2003), Jackson Rippner no thriller de ação Red Eye (2005), e Patrick "Kitten" Braden na comédia dramática Breakfast on Pluto (2005). Por sua atuação como mulher trans neste último, ele foi indicado ao Golden Globe Award de melhor ator em comédia ou musical e ganhou o Irish Film and Television Awards.
Murphy é conhecido por suas colaborações com o diretor Christopher Nolan, interpretando o Espantalho na trilogia de The Dark Knight (2005-2012) e aparecendo no thriller de ação e ficção científica Inception (2010) e no drama de guerra Dunkirk (2017). Outros filmes em que apareceu incluem o drama de guerra The Wind That Shakes the Barley (2006), o thriller de ficção científica Sunshine (2007), o thriller de ficção científica de ação In Time (2011), Jozef Gabčík no drama de guerra Anthropoid (2016).
De 2013 a 2022 estrelou como Thomas Shelby na série de drama da BBC Peaky Blinders, pela qual ganhou os prêmios Irish Film & Television Award de Melhor Ator em papel principal em drama (2018) e National Television Awards de melhor performance em drama (2020). Em 2023, interpretou J. Robert Oppenheimer no filme Oppenheimer, que lhe rendeu o BAFTA, Globo de Ouro, Screen Actors Guild e Oscar de Melhor Ator, e indicação aos Critics' Choice na categoria supracitada.

## Primeiros anos

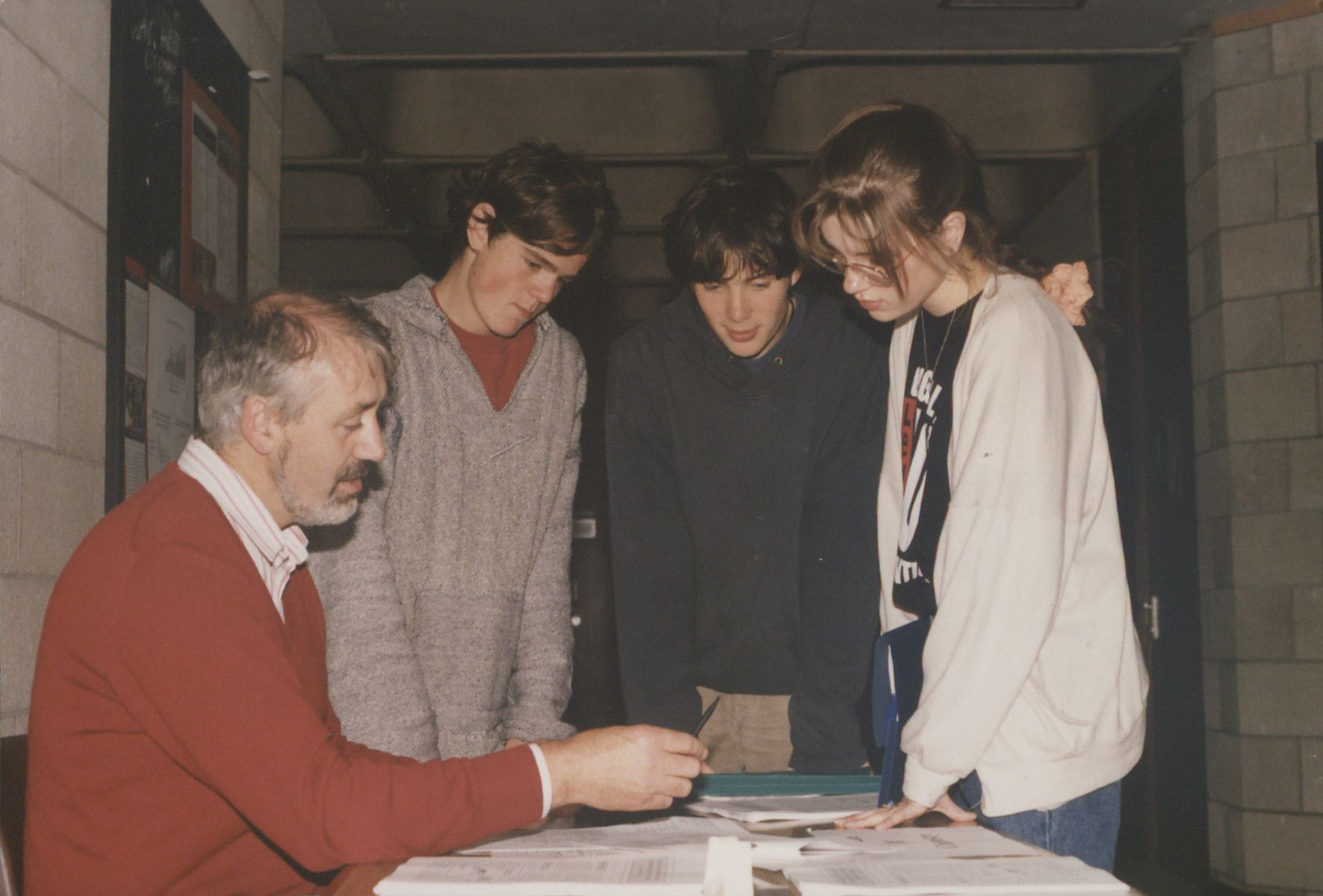
O ator (terceiro da esquerda para direita) em 1992

Murphy nasceu em 25 de maio de 1976 em Douglas, Condado de Cork. Sua mãe ensinava francês enquanto seu pai, Brendan, trabalhava para o Departamento de Educação e Habilidades na Irlanda. Seu avô, tias e tios também eram professores. Foi criado em Ballintemple, Cork, ao lado de seu irmão mais novo Páidi e duas irmãs mais novas Sile e Orla. Além disso, Murphy teve a educação musical. É por isso que Cillian, que tocava guitarra perfeitamente desde a infância, sonhava em se tornar uma estrela do rock. Foi criado como católico e frequentou a escola secundária católica Presentation Brothers College, onde se saiu bem academicamente, mas muitas vezes teve problemas, por vezes sendo suspenso; ele decidiu no quarto ano que se comportar mal não valia a pena o aborrecimento. Não apaixonado por esportes, que eram uma parte importante do currículo da escola, ele descobriu que as atividades artísticas eram negligenciadas na escola.
Murphy teve seu primeiro contato com a atuação na escola secundária, quando participou de um módulo de teatro apresentado pelo diretor da Corcadorca Theatre Company, Pat Kiernan. Posteriormente, ele descreveu a experiência como uma "grande euforia" e uma sensação de "plena vida" que então começou a seguir. O romancista William Wall, que foi seu professor de inglês, o encorajou a continuar atuando, mas ele estava decidido a se tornar um astro do rock. No final da adolescência e início dos 20 anos, ele cantou e tocou piano em várias bandas ao lado de seu irmão, Páidi, e a dupla obcecada pelos Beatles chamou sua banda de maior sucesso de "The Sons of Mr. Greengenes", que eles adotaram da música de Frank Zappa de mesmo nome. Mais tarde, ele disse que a banda "se especializou em letras malucas e intermináveis solos de guitarra". Eles receberam uma oferta de cinco álbuns pela Acid Jazz Records, que eles rejeitaram porque Páidi ainda estava na escola e a dupla não concordava com a pequena quantia de dinheiro que receberia por dar à gravadora os direitos das composições de Murphy. Ele confessou mais tarde: "Em retrospecto, estou muito feliz por não termos assinado porque você meio que cedeu sua vida para uma gravadora e toda a sua música."
Murphy começou a estudar Direito na University College Cork (UCC) em 1996, mas falhou nos exames do primeiro ano porque "não tinha ambições de fazê-lo". Ele não estava apenas ocupado com sua banda, mas ele soube poucos dias depois de começar no UCC que leis não eram o que ele queria fazer. Depois de ver a encenação de Corcadorca de A Clockwork Orange, dirigida por Kiernan, a atuação começou a despertar seu interesse. Enquanto estava na UCC, ele atuou em duas peças teatrais, Observe the Sons of Ulster Marching Towards the Somme e Little Shop of Horrors.

## Carreira

### 1996–2004: Primeiros trabalhos
Em setembro de 1996, ele fez sua estreia como ator profissional no palco, interpretando Darren 
na peça Disco Pigs de Enda Walsh. Walsh se lembra de ter conhecido e descoberto Murphy: "Havia algo sobre ele — ele era incrivelmente enigmático e entrava em uma sala com uma presença real e você dizia, 'Meu Deus'. Não tinha nada a ver com aqueles olhos sangrentos que todos têm acontecendo o tempo todo." Murphy observou: "Eu era incrivelmente convencido e não tinha nada a perder, e isso combinava com o papel, suponho." Percebendo que havia encontrado sua carreira, Murphy deixou a universidade e sua banda. Embora ele pretendesse voltar a tocar música, ele garantiu representação depois que seu primeiro agente assistiu a uma apresentação de Disco Pigs e sua carreira de ator começou a decolar.
No ano seguinte, atuou no curta-metragem Quando de Declan Recks. Ele estrelou em muitas outras produções teatrais, incluindo Much Ado About Nothing de Shakespeare (1998), The Country Boy e Juno and the Paycock (ambos de 1999). Seu primeiro trabalho em um longa metragem foi em Sunburn (1999), interpretando o personagem principal Davin, ao lado de Paloma Baeza e Sinead Keenan. A partir de então começou a aparecer em filmes independentes como On the Edge (2001), e em curtas-metragens, incluindo  Watchmen (2001), o qual também trabalhou como roteirista. Ele também reprisou seu papel na adaptação para o cinema de Disco Pigs (2001) e apareceu na adaptação da minissérie da BBC The Way We Live Now, onde precisou melhorar seu sotaque inglês para desempenhar o papel. Durante este período, mudou-se de Cork, primeiro para Dublin por alguns anos e depois para Londres em 2001.
Em 2002, Murphy estrelou como Adam na produção teatral The Shape of Things, de Neil LaBute, no Gate Theatre em Dublin. Escrevendo para o The Irish Times, Fintan O'Toole elogiou o desempenho de Murphy: "Murphy mede sua metamorfose com uma sutileza e inteligência impressionantes."
Ele foi escalado para o papel principal no filme de terror de Danny Boyle, 28 Days Later (2002). Ele retratou o sobrevivente da pandemia Jim, que está "perplexo por se encontrar sozinho no mundo desolado pós-apocalíptico" depois de acordar de um coma em um hospital de Londres. A diretora de elenco Gail Stevens sugeriu que Boyle fizesse um teste com Murphy para o papel, por ter ficado impressionado com sua atuação em Disco Pigs. Stevens afirmou que foi só depois de ver seu físico esguio durante as filmagens que eles decidiram apresentá-lo totalmente nu no início do filme. Ela lembrou que Murphy era tímido no set com a tendência de desviar o olhar da câmera, mas se entusiasmou por ter uma "qualidade sonhadora, ligeiramente desenergizada e flutuante que é fantástica para o filme". Lançado no Reino Unido no final de 2002, em julho seguinte, 28 Days Later tornou-se um grande sucesso na América do Norte e um sucesso mundial, colocando Murphy diante de um grande público pela primeira vez. Seu desempenho lhe rendeu uma indicação de Melhor Revelação no Empire Awards 2003 e Melhor Revelação Masculina no MTV Movie Awards 2004. Murphy afirmou que considerou o filme muito mais profundo do que um zumbi ou filme de terror, expressando surpresa com o sucesso do filme e que o público americano respondeu bem ao seu conteúdo e violência. Murphy disse, "o filme foi tão bem. E você vê as coisas de zumbis [agora], fomos as primeiras pessoas a fazer zumbis correrem, e [isso] mudou tudo. Esse filme tem um lugar muito especial em meu coração."
Já em 2003, ele interpretou o papel de Konstantine na produção teatral de A Gaivota de Anton Chekhov no Festival Internacional de Edimburgo. Murphy disse que queria interpretar Kontastine porque o personagem "segue nessa incrível jornada através da peça [...] ele percebe que não adianta ser um escritor iconoclasta apenas por causa disso, e que a busca por novas formas tem que ter algo por trás disso."
Ele estrelou como um apaixonado e desafortunado vendedor de supermercado que planeja um assalto a banco com Colin Farrell em Intermission (2003), que se tornou o filme independente irlandês de maior bilheteria na história das bilheterias do país (até The Wind That Shakes the Barley quebrar o recorde em 2006 ). Refletindo sobre seus papéis em 28 Days Later e Intermission, Sarah Lyall do International Herald Tribune afirmou que Murphy trouxe "facilidade fluente para os papéis que ele assume, uma intensidade graciosa e totalmente crível. Sua aparência delicada, tanto quanto sua habilidade como ator, fez com que as pessoas o considerassem o próximo Colin Farrell da Irlanda, embora pareça menos provável que seja pego brincando ou brigando bêbado nas estreias". Ele teve um papel secundário no drama de sucesso de Hollywood Cold Mountain (2003). Ele retratou um soldado abandonado que compartilha uma cena sombria com o personagem de Jude Law e só esteve em uma locação na Romênia por uma semana. Murphy afirmou que foi uma "produção massiva", observando que o diretor Anthony Minghella foi o diretor mais calmo que ele já conheceu. Murphy também atuou como açougueiro em Girl with a Pearl Earring (2003), com Scarlett Johansson e Colin Firth.
Em 2004, ele viajou pela Irlanda com a Druid Theatre Company, em The Playboy of the Western World (interpretando o personagem de Christy Mahon) sob a direção de Garry Hynes — que anteriormente havia dirigido Murphy em 1999 nas produções teatrais de Juno and the Paycock e também em The Country Boy.

### 2005–2006: Papéis como vilão e sucesso crítico

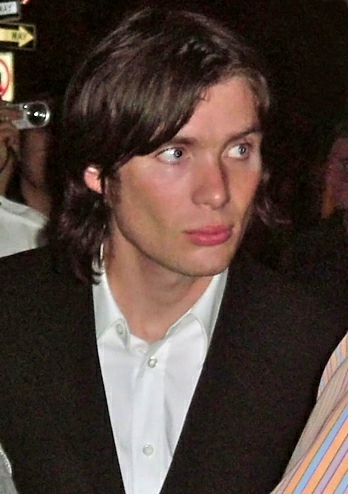
Murphy no Festival de Cinema de Nova Iorque em 2005

Alcançou certo destaque como Dr. Jonathan Crane em Batman Begins (2005), de Christopher Nolan. Originalmente convidado para fazer um teste para o papel de Bruce Wayne / Batman, o ator que tem 1,70 de altura nunca se viu como tendo o físico certo para o super-herói, mas aproveitou a chance de se conectar com o diretor Nolan. Embora a liderança fosse para Christian Bale, Nolan ficou tão impressionado com Murphy que lhe deu o papel coadjuvante do Dr. Crane, cujo alter ego é o supervilão Espantalho. Devido sua atuação, ele foi indicado na categoria de Melhor Vilão no MTV Movie Awards 2006. Nolan disse à revista Spin: "Ele tem os olhos mais extraordinários e eu sempre tentei inventar desculpas para ele tirar os óculos em close-ups." Ele estrelou como Jackson Rippner, que aterroriza Rachel McAdams em um voo noturno no thriller de Wes Craven, Red Eye (2005). O crítico de cinema do The New York Times Manohla Dargis afirmou que Murphy fez "um vilão perfeito" e que seu "baby blues parece frio o suficiente para congelar a água e seu olhar malicioso sugere seus próprios terrores." O filme teve uma crítica favorável e arrecadou quase 100 milhões de dólares em todo o mundo. David Denby, do The New Yorker, escreveu: "Cillian Murphy, que tem uma aparência angelical que pode se tornar sinistra, é um dos monstros mais elegantemente sedutores dos filmes recentes."
Murphy estrelou como Patrick / "Kitten" Braden, uma mulher transgênero irlandesa em busca de sua mãe, na comédia dramática de Neil Jordan, Breakfast on Pluto (2005), baseada no romance homônimo de Patrick McCabe. O ator se transforma de adolescente andrógino em loira alta. Ele havia feito o teste para o papel em 2001 e, embora Jordan gostasse dele para o papel, o diretor de The Crying Game hesitou em revisitar as questões dos transgêneros e do Exército Republicano Irlandês Provisório. O ator pressionou Jordan por vários anos em uma tentativa de fazer o filme antes que Murphy ficasse muito velho para interpretar o papel; em 2004, ele se preparou para o papel conhecendo uma travesti que o vestiu e o levou para a balada com outras travestis. O papel exigiu "enfeite sério" com sobrancelhas e depilação no peito e nas pernas, e Roger Ebert observou a maneira como Murphy interpretou o personagem com uma "voz confusa e esperançosa". Enquanto as críticas mornas de Breakfast on Pluto tendiam a elogiar muito o desempenho de Murphy, alguns críticos discordaram: The Village Voice, que criticou o filme, considerou-o "não convincente" e excessivamente fofo. Murphy foi indicado ao Globo de Ouro de Melhor Ator em Musical ou Comédia por Breakfast on Pluto e ganhou o quarto prêmio de Melhor Ator da Academia Irlandesa de Cinema e Televisão. A revista Premiere citou sua atuação como Kitten em seu artigo "Os 24 melhores desempenhos de 2005".
Em 2006, Murphy estrelou The Wind That Shakes the Barley, um filme sobre a Guerra de Independência da Irlanda e a Guerra Civil Irlandesa, que ganhou a Palma de Ouro no Festival de Cinema de Cannes de 2006 e se tornou o filme independente irlandês de maior sucesso na bilheteria irlandesa. Murphy estava especialmente interessado em aparecer no filme devido às suas ligações íntimas com Cork, Irlanda, onde o filme foi rodado. Murphy fez seis testes para o papel de Damien O'Donovan, um jovem médico que se tornou revolucionário, antes de ganhar o papel. Murphy considerou um privilégio muito especial ter recebido o papel e afirmou que estava "tremendamente orgulhoso" do filme, observando que as "memórias são muito, muito profundas — a política, as divisões e todo mundo tem histórias de familiares que foram apanhados na luta." David Denby observou os momentos de profunda quietude e comportamento de Murphy ao retratar o personagem. Kenneth Turan, do Los Angeles Times, escreveu que "Murphy é especialmente bom em interpretar o fanatismo, bem como o exame de consciência e o arrependimento, ao nos mostrar um homem que foi devorado vivo por ser forçado a agir de maneiras contrárias a sua formação e seu treinamento." A revista GQ concedeu a Murphy o prêmio de ator do ano de 2006 por seu trabalho em The Wind That Shakes the Barley.

### 2006–2010: Outros papéis no teatro e no cinema

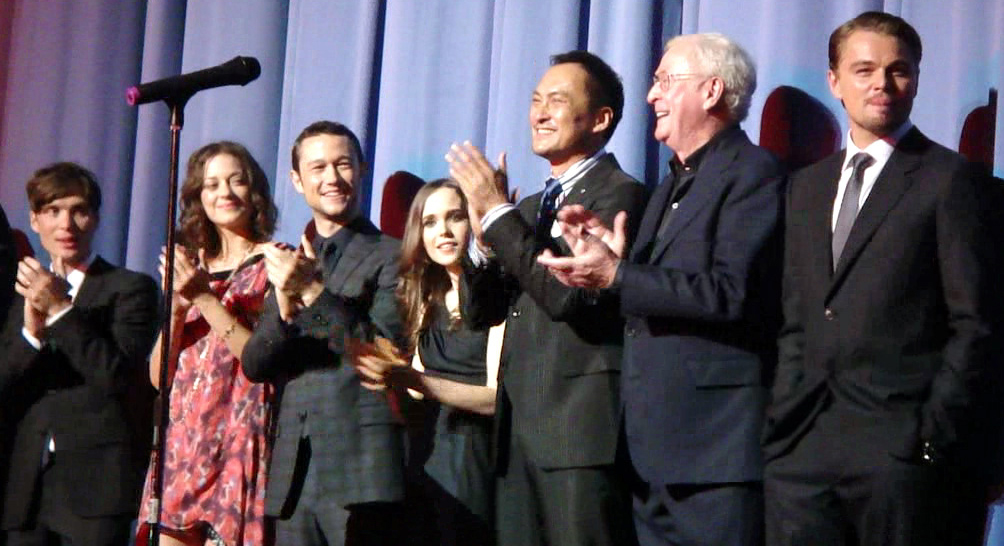
Murphy (último à esquerda) com o elenco de Inception em julho de 2010

Murphy voltou ao palco estrelando ao lado de Neve Campbell no New Ambassadors Theatre no West End de Londres de novembro de 2006 a fevereiro de 2007, interpretando o papel principal da peça Love Song de John Kolvenbach. Citando Murphy "de olhos selvagens e barba desgrenhada", Michael Billington do The Guardian disse que a peça "tem alguns movimentos de sagacidade e um ar divertido".  A revista Variety considerou sua performance "tão magnética no palco quanto na tela", observando que sua "perplexidade sem pressa puxa a ligeira preciosidade da ingenuidade sábio-idiota do personagem de volta à beira do precipício".
Já no longa metragem de ficção científica Sunshine (2007), ele atuou como um físico-astronauta encarregado de reacender o sol, também dirigido por Danny Boyle. Neste mesmo ano também trabalhou ao lado de Lucy Liu na comédia romântica de Paul Soter Watching the Detectives; o filme independente estreou no Festival de Cinema de Tribeca de 2007 e foi lançado diretamente em DVD. O ator assumiria o papel de Richard Neville, editor da revista Oz no filme Hippie Hippie Shake, que foi filmado em 2007, mas o projeto, muito atrasado, acabou sendo arquivado em 2011.
Murphy fez uma breve reaparição como o Espantalho em The Dark Knight (2008), a sequência de Batman Begins, antes de estrelar no drama biográfico The Edge of Love — sobre um quadrilátero amoroso envolvendo o poeta Dylan Thomas — com Keira Knightley, Sienna Miller e Matthew Rhys. Em 2009, Murphy estrelou ao lado da cantora de rock Feist e do ator David Fox em The Water, dirigido por Kevin Drew de Broken Social Scene. O curta-metragem canadense de 15 minutos, lançado online em abril de 2009, é quase silencioso até que a música Feist com o mesmo título toque perto do fim. Murphy sentiu-se atraído pelo papel de fã de Broken Social Scene e pela perspectiva de fazer um filme mudo, que considerou o "teste mais difícil para qualquer ator". Também estrelou Perrier's Bounty (2009), um drama policial dos criadores de Intermission, no qual ele retratava um criminoso pequeno fugindo de um gângster interpretado por Brendan Gleeson.
Em 2010, ele voltou ao teatro em From Galway to Broadway and back again, que foi um show que celebrou o 35º aniversário da Druid Theatre Company. No thriller psicológico Peacock (2010), co-estrelado por Elliot Page, Susan Sarandon e Bill Pullman, Murphy interpretou um homem com uma personalidade dividida que engana as pessoas fazendo-as acreditar que ele também é sua própria esposa. Christian Toto, do The Washington Times, referiu-se ao filme como "um drama psicológico belamente montado com uma interpretação cativante de Cillian Murphy" e observou que, embora o ator não fosse estranho a interpretar drag, seu trabalho no filme definiu um "novo padrão para desempenhos de flexão de gênero". Em seguida, ele integrou o elenco de Inception (2010), de Christopher Nolan, interpretando o empresário Robert Fischer, cuja mente é infiltrada pelo personagem de Leonardo DiCaprio, Cobb, para convencê-lo a dissolver seu negócio. Ainda no ano de 2010, o artista fez uma participação especial em Tron: Legacy como o programador Edward Dillinger Jr., filho do antagonista original de Tron (1982), Ed Dillinger (David Warner).

### 2011–2016: Mais aclamação ePeaky Blinders

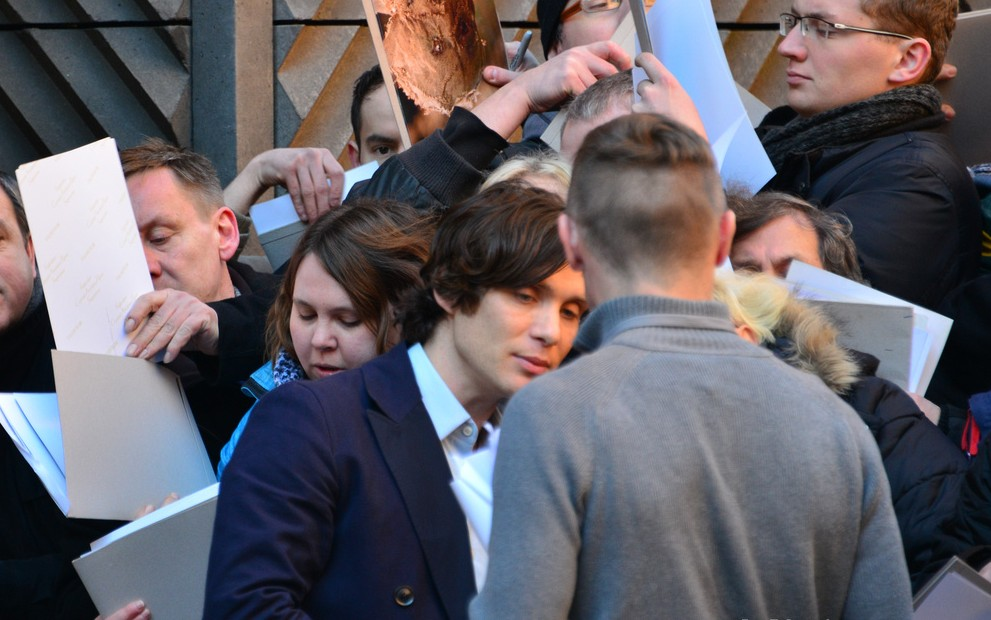
O ator em 2014

Em 2011, Murphy atuou no palco monodrama Misterman, escrito e dirigido por Enda Walsh, com quem já havia trabalhado em Disco Pigs. A produção foi inicialmente encenada em Galway e levada para o St. Ann's Warehouse no Brooklyn, Nova York. Murphy disse sobre o papel: "A natureza ao vivo dele o torna tão perigoso. Você só está lá por causa da boa vontade do público, e isso é agravado por ser um show de um homem só." Seu desempenho foi aclamado pela crítica, ganhando o Irish Times Theatre Award e o Drama Desk Award. Sarah Lyall, do International Herald Tribune, descreveu o personagem de Murphy, Thomas Magill, como uma "complicada mistura de simpático e nada legal — profundamente ferido, mas com um código moral perigoso e distorcido", elogiando sua capacidade de imitar perversamente. Lyall observou a "habilidade incomum de Murphy de criar e habitar personagens assustadores, mas fascinantes, da tela grande ao pequeno palco no intenso show solo Misterman", e documentou que em uma noite o "teatro foi inundado, não com aplausos, mas com silêncio", culminando com uma ovação de pé por sua performance poderosa. Ele interpretou o papel principal no filme de terror britânico Retreat (2011), que teve um lançamento limitado. Ele também apareceu no filme de ficção científica In Time (2011), estrelado por Justin Timberlake e Amanda Seyfried, que foi mal avaliado.
Em Red Lights (2012), o ator trabalhou com Robert De Niro e Sigourney Weaver. Ele interpretou Tom Buckley, o assistente do personagem de Weaver, que é um investigador paranormal. Murphy considerou que trabalhar com De Niro foi um dos momentos mais intimidantes de sua carreira. Ele comentou: "Minha primeira cena, quando venho visitá-lo, meu personagem deve estar apavorado e intimidado. Não houve atuação envolvida. O homem tem presença. Você não pode atuar presença. Eu nunca terei isso. Assistindo ele use-o [...] quando você coloca uma câmera nele, ele se torna outra coisa." O filme foi criticado pela crítica e teve péssimo desempenho nas bilheterias. Murphy repetiu seu papel como o Espantalho pela terceira vez em The Dark Knight Rises (2012), e teve um papel coadjuvante como Mike no filme independente britânico Broken (2012). Seu desempenho lhe rendeu uma indicação ao British Independent Film Award de Melhor Ator Coadjuvante.

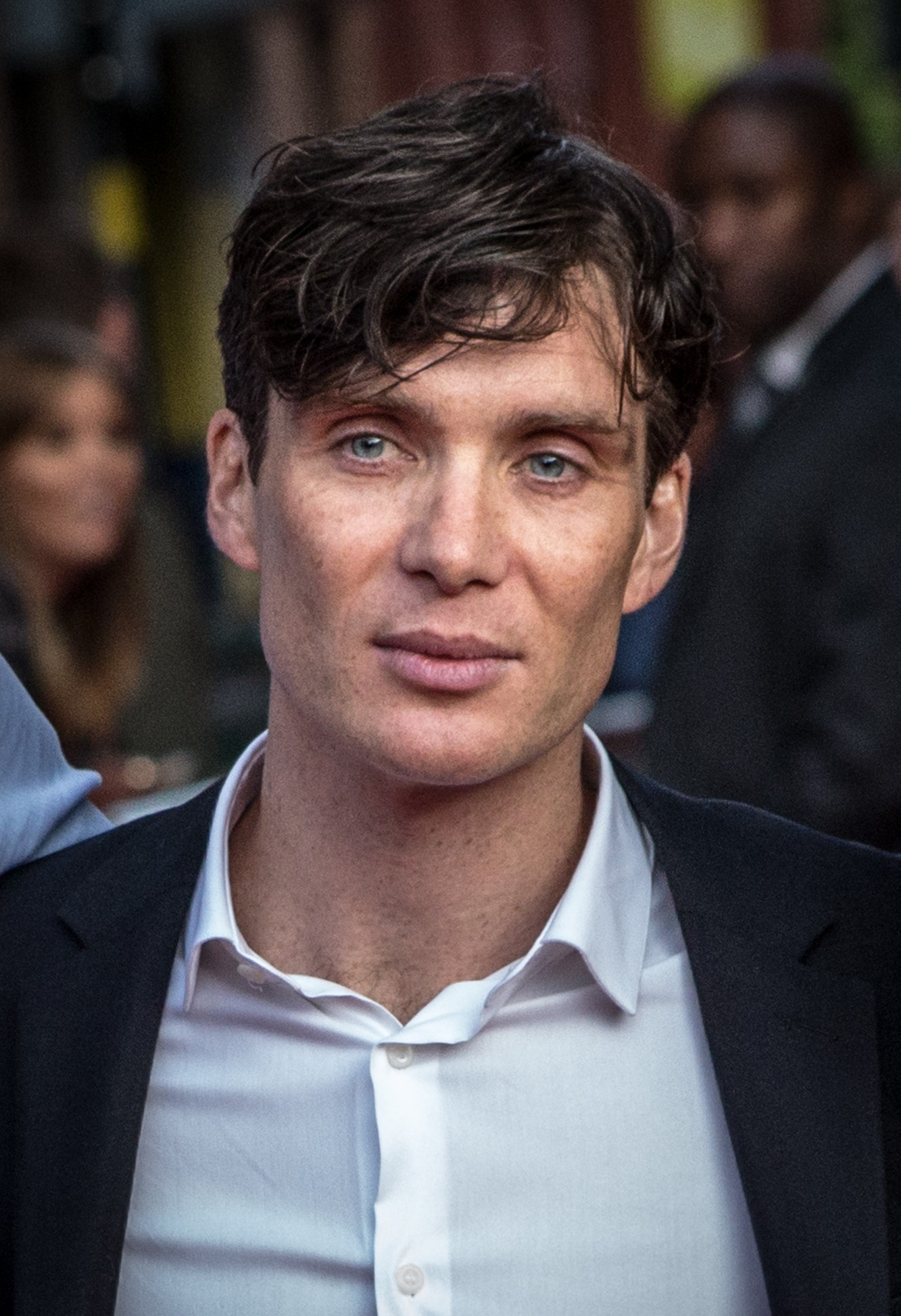
Murphy na estreia mundial da Segunda Temporada de Peaky Blinders, em 2014

Desde 2013, Murphy assume o papel principal de Thomas Shelby na série de televisão da BBC Peaky Blinders, uma série sobre uma gangue criminosa em Birmingham durante o período pós-Primeira Guerra Mundial. Jason Statham foi inicialmente escolhido pelo diretor Steven Knight, que encontrou os dois atores para conversar sobre o papel. Mas ele estava convencido de que Statham era o favorito, já que sua constituição física combinava com a de um chefe do crime organizado. Por outro lado, Cillian Murphy não se parecia muito com Tommy, disse o criador da série. Knight disse mais tarde: "Cillian, quando você o conhece, não é Tommy, obviamente, mas eu fui estúpido o suficiente para não entender isso." Ele escolheu Murphy depois de receber uma mensagem de texto de Murphy que dizia: "Lembre-se, eu sou um ator." Murphy disse ao The Independent, "[Os roteiros] eram tão atraentes e confiantes, e o personagem era tão rico e complexo, em camadas e contraditório. Eu estava tipo, 'Eu tenho que fazer isso.'" Entretanto, ele revelou que interpretar Thomas Shelby o deixa destruído no final das filmagens e está farto dos milhares de cigarros que precisa fumar: “A natureza do personagem é envolvente. É um personagem incrivelmente exaustivo de interpretar. [...] Sempre saio destruído, mas sentindo que fizemos algo. [...] Eu não fumo, mas as pessoas fumavam dia e noite naquela época. Pedi aos responsáveis pelo suporte que contassem quantos fumei só por interesse, e eles acham que é algo em torno de 3000." Também afirmou que ele próprio, no entanto, fumava apenas cigarros de ervas que não continham tabaco e nicotina, por isso não causavam dependência.
Em 2014, ele atuou no drama Aloft e Transcendence de Wally Pfister. Ambos receberam críticas desfavoráveis, de acordo com o agregador Rotten Tomatoes. Nesse mesmo ano, ele se reuniu com Enda Walsh na peça Ballyturk. Ele estrelou como Matthew Joy no longa de Ron Howard, In the Heart of the Sea (2015) baseado no romance de Nathaniel Philbrick In the Heart of the Sea sobre o naufrágio do baleeiro Essex, juntamente com Chris Hemsworth e Tom Holland. O ator disse à revista Sunday World que perdeu peso rapidamente durante o decorrer das filmagens: "Foi feito em etapas. Primeiro, estávamos todos na academia e comemos bife no café da manhã, ficando em forma, mas magros, trabalhando com cerca de 3500 calorias. Mas quando chegamos [ao set nas] Canárias, ele estava muito reduzido. Nossa ingestão de alimentos era talvez 500 calorias, o que é um ovo, algumas folhas de salada, muito pouco." Ele ficou aliviado por não estar perto de sua família, pois revelou que ficou "um pouco louco" durante as filmagens: "Havia uma leve forma de loucura. Seu cérebro não está obtendo o sustento suficiente e você passa por todas essas emoções; você fica histérico, está lúcido e então está chorando o tempo todo [...] foi uma experiência estranha."

No ano seguinte, estrelou Free Fire, de Ben Wheatley, e interpretou o soldado do exército da Tchecoslováquia na Segunda Guerra Mundial Jozef Gabčík, que estava envolvido na Operação Antropóide, o assassinato de Reinhard Heydrich em Anthropoid (2016). Rupert Hawksley do The Daily Telegraph acreditou no desempenho de Cillian neste filme, mas opinou que ele "não é solicitado a fazer muita coisa, além de fumar e parecer perplexo".

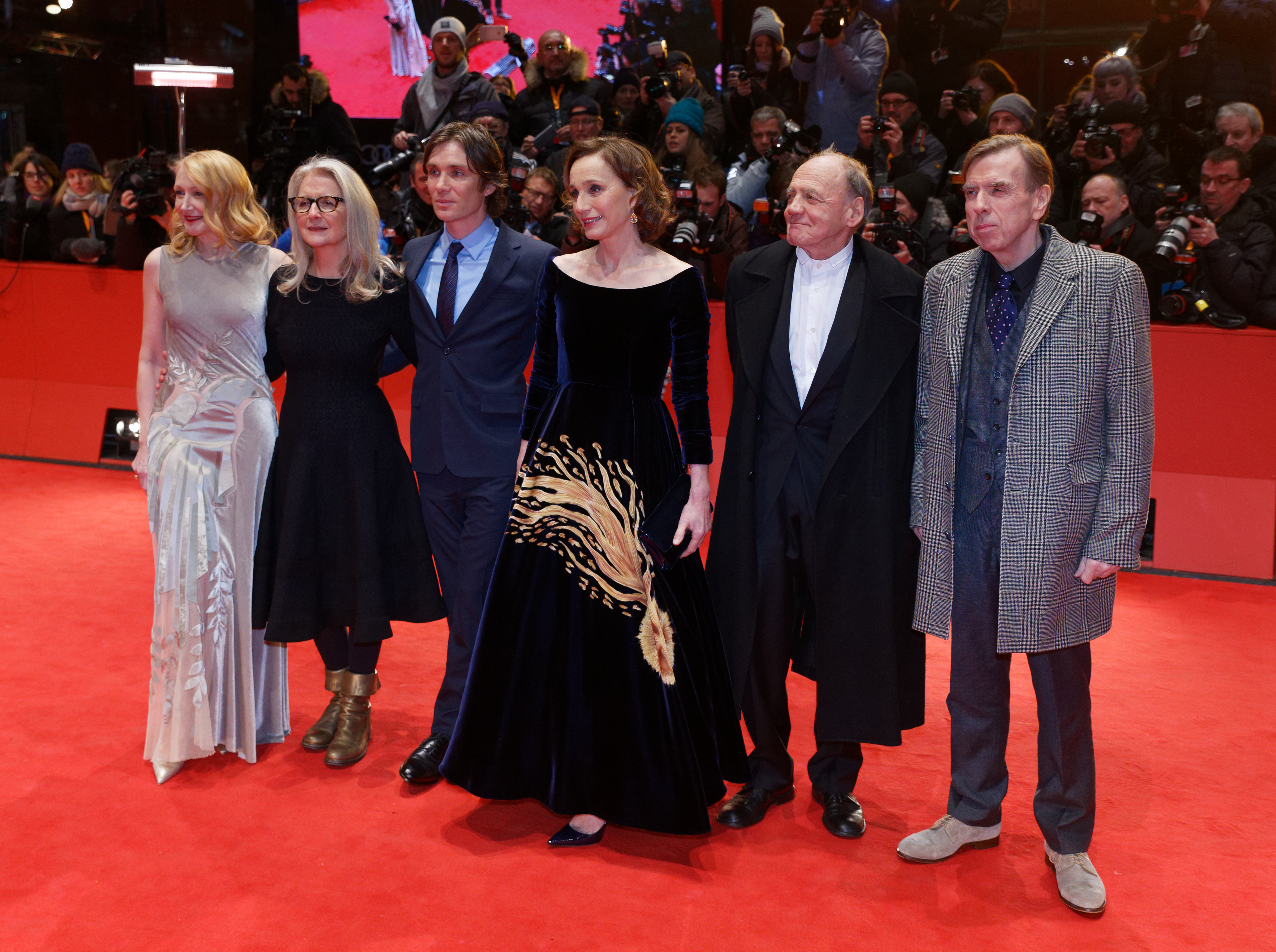
Murphy (terceiro da esquerda para a direita) na estreia mundial de The Party em 2017

### 2017–presente: Filmes independentes eOppenheimer
Em The Party (2017), um humor negro de Sally Potter, o artista interpretou o banqueiro Tom. Murphy interpretou um oficial do exército em estado de choque que é recuperado de um navio naufragado no filme de guerra de Christopher Nolan, Dunkirk (2017). Ele sentiu que seu personagem — que não tem nome e foi creditado simplesmente como Soldado Tremulante — era "representativo de algo vivido por milhares de soldados, que é o profundo tributo emocional e psicológico que a guerra pode ter".
O próximo papel do ator foi em The Delinquent Season (2018), sobre dois casais que começam a ter dificuldades em seus relacionamentos. Logo em seguida, ele representou Leonard Miller em Anna (2019), de Luc Besson. O artista foi escalado como Emmett em A Quiet Place Part II em 2021. Murphy também fez o papel de J. Robert Oppenheimer no filme com direção de Christopher Nolan, chamado Oppenheimer (filme), que foi lançado em 20 de julho de 2023.

## Imagem pública
Murphy não tem um estilista pessoal ou publicitário, viaja sem uma comitiva e costuma ir sozinho às estreias de filmes. Reservado e privado, ele professa falta de interesse pelo cenário das celebridades, achando a experiência do tapete vermelho "um desafio" que ele não "quer superar". Ele pratica intencionalmente um estilo de vida que não vai interessar aos tablóides, afirmando: “Não crio polêmicas, não durmo por aí e não saio caindo bêbado”. Ele prefere não falar sobre sua vida fora da atuação e não apareceu em nenhum programa de entrevistas na televisão até 2010, quando foi convidado no Late Late Show da Irlanda para promover Perrier's Bounty, embora ainda permanecesse reservado.
A Entertainment Weekly classificou-o entre seus "MVPs de verão" de 2005, uma lista de 10 artistas com desempenhos extraordinários, destacando sua beleza e sensualidade. Em 2015, foi eleito um dos 50 homens mais bem vestidos da revista GQ. No ano de 2020, ele foi classificado em 12.º lugar na lista do The Irish Times dos maiores atores do cinema irlandês.
Causas humanitárias
Com a organização Focus Ireland em 2004, o ator ajudou a lançar uma campanha de conscientização pública para moradores de rua. Ele disse que escolheu destacar a situação dos sem-teto porque era um problema que afetava muitos jovens, incluindo seus próprios colegas e também disse que é pessoalmente afetado quando passa por eles, deitados ou sentados nas ruas de Dublin e Cork. Murphy participou da campanha Rock the Vote da Irlanda em 2007, visando jovens eleitores para as eleições gerais. Em fevereiro de 2012, ele escreveu uma mensagem de apoio aos ex-trabalhadores da Vita Cortex envolvidos em uma manifestação em sua fábrica, parabenizando-os por "destacar [o que] é extremamente importante para todos nós como nação".
Ele é patrono do Centro de Pesquisa Infantil e Familiar da UNESCO na Universidade Nacional da Irlanda em Galway, desde 2011. Murphy apoiou um estudo global da UNESCO, lançado no final de 2020, sobre o impacto da Covid-19 na vida dos jovens.

## Vida pessoal
Murphy se casou com sua namorada de longa data, a irlandesa Yvonne McGuinness, em agosto de 2004 em Provença, na França. Eles têm dois filhos, Malachy, nascido em dezembro de 2005, e Carrick, nascido em julho de 2007. Ele e a sua família atualmente moram em Dublin, Irlanda (para onde voltaram em 2015, depois de viver em Londres, Inglaterra, durante anos).
A música ainda é uma parte importante da vida de Murphy. Ele não toca mais em uma banda de rock, mas regularmente toca músicas com amigos e sozinho, e ainda escreve letras. Murphy não planeja começar outra banda e disse: "Mesmo se eu fosse bom, a própria noção de ser um ator com uma banda de rock ao lado significaria que eu nunca seria levado a sério." Em 2005, ele nomeou seus colegas atores irlandeses Colin Farrell, Jonathan Rhys Meyers e Liam Neeson como amigos, chamando Neeson de seu "pai substituto do cinema". No entanto, suas amizades mais próximas são aquelas que ele fez antes de se tornar conhecido.
Murphy foi criado como católico e estava beirando o agnosticismo até pesquisar seu papel como físico e astronauta no filme Sunshine de 2007, que confirmou seu ateísmo. No entanto, a partir de 2019, Murphy afirmou que era um católico batizado e que a fé ainda moldava sua moralidade. Ele foi vegetariano por cerca de 15 anos, o que ele disse ter acontecido porque ele estava "preocupado em pegar a doença das vacas loucas" em vez de uma decisão moral. Ele começou a comer carne novamente para ganhar peso para seu papel em Peaky Blinders.

## Prêmios e indicações
| Ano  | Filme                                               | Prêmio                                        | Categoria                                                                 | Resultado | Ref.    |
| ---- | --------------------------------------------------- | --------------------------------------------- | ------------------------------------------------------------------------- | --------- | ------- |
| 2002 | Disco Pigs                                          | Ourense Independent Film Festival Award       | Melhor Ator                                                               | Venceu    | [ 126 ] |
| 2003 | 28 Days Later                                       | Empire Award                                  | Melhor novato                                                             | Indicado  | [ 127 ] |
| 2003 | 28 Days Later                                       | Irish Film & Television Award                 | Melhor Ator em um Papel Principal - Filme                                 | Indicado  | [ 127 ] |
| 2004 | 28 Days Later                                       | MTV Movie Award                               | Melhor revelação                                                          | Indicado  | [ 128 ] |
| 2005 | Batman Begins                                       | Irish Film & Television Award                 | Melhor ator coadjuvante                                                   | Indicado  | [ 129 ] |
| 2005 | Red Eye                                             | Irish Film & Television Award                 | Melhor ator em papel principal                                            | Indicado  | [ 129 ] |
| 2005 | Breakfast on Pluto                                  | Satellite Award                               | Melhor ator de cinema                                                     | Indicado  | [ 130 ] |
| 2006 | Batman Begins                                       | MTV Movie Award                               | Melhor vilão                                                              | Indicado  | [ 36 ]  |
| 2006 | Breakfast on Pluto                                  | Golden Globe Award                            | Melhor ator em comédia ou musical                                         | Indicado  | [ 131 ] |
| 2006 | Red Eye                                             | Saturn Award                                  | Melhor ator coadjuvante de cinema                                         | Indicado  | [ 132 ] |
| 2006 | Breakfast on Pluto, The Wind That Shakes the Barley | European Film Award                           | Melhor ator                                                               | Indicado  | [ 133 ] |
| 2006 | The Wind That Shakes the Barley                     | British Independent Film Award                | Melhor desempenho de um ator em um filme britânico independente           | Indicado  | [ 128 ] |
| 2006 | The Wind That Shakes the Barley                     | Dublin Film Critics' Circle Award             | Melhor ator                                                               | Indicado  | [ 128 ] |
| 2006 | The Wind That Shakes the Barley                     | GQ UK Award                                   | Ator do ano                                                               | Venceu    | [ 52 ]  |
| 2007 | The Wind That Shakes the Barley                     | BAFTA Award                                   | Melhor ator em ascensão                                                   | Indicado  | [ 134 ] |
| 2007 | The Wind That Shakes the Barley                     | Irish Film & Television Award                 | Melhor Ator em um Papel Principal - Filme                                 | Indicado  | [ 135 ] |
| 2007 | Breakfast on Pluto                                  | Irish Film & Television Award                 | Melhor Ator em um Papel Principal - Filme                                 | Venceu    | [ 135 ] |
| 2007 | Sunshine                                            | British Independent Film Award                | Prêmio BIFA de Melhor Performance de Ator em Filme Independente Britânico | Indicado  | [ 136 ] |
| 2008 | Sunshine                                            | Irish Film & Television Award                 | Melhor Ator em um Papel Principal - Filme                                 | Indicado  | [ 137 ] |
| 2010 | Inception                                           | Washington D.C. Area Film Critics Association | Melhor elenco                                                             | Indicado  | [ 138 ] |
| 2010 | Inception                                           | Irish Film & Television Award                 | Melhor ator coadjuvante                                                   | Indicado  | [ 139 ] |
| 2010 | Perrier's Bounty                                    | Irish Film & Television Award                 | Melhor ator em papel principal                                            | Indicado  | [ 139 ] |
| 2012 | Misterman                                           | Irish Times Theatre Award                     | Melhor ator                                                               | Venceu    | [ 68 ]  |
| 2012 | Misterman                                           | Drama Desk Award                              | Melhor Desempenho Solo                                                    | Venceu    | [ 69 ]  |
| 2012 | Broken                                              | British Independent Film Award                | Melhor ator coadjuvante                                                   | Indicado  | [ 140 ] |
| 2015 | Peaky Blinders                                      | Irish Film & Television Award                 | Melhor Ator em um Papel Principal em Drama                                | Indicado  | [ 141 ] |
| 2017 | Peaky Blinders                                      | National Television Award                     | Melhor performance em drama                                               | Indicado  | [ 142 ] |
| 2017 | Anthropoid                                          | Czech Lion Award                              | Melhor Ator em Papel Principal                                            | Indicado  | [ 143 ] |
| 2018 | Peaky Blinders                                      | Irish Film & Television Award                 | Melhor ator em papel principal em drama                                   | Venceu    | [ 144 ] |
| 2020 | Peaky Blinders                                      | National Television Awards                    | Melhor performance em drama                                               | Venceu    | [ 145 ] |
| 2020 | Peaky Blinders                                      | Irish Film & Television Award                 | Melhor ator em papel principal em drama                                   | Indicado  | [ 146 ] |
| 2024 | Oppenheimer                                         | Óscar                                         | Melhor ator                                                               | Venceu    | [ 147 ] |